# Fredrik Backman
Fredrik Backman is een Zweeds columnist, blogger en auteur. Zijn meest bekende boek is Een man die Ove heet.

## Biografie
Fredrik Backman groeide op in Helsingborg. Hij heeft geschreven voor Helsingsborgs Dagblad en Moore Magazine. Hij debuteerde in 2012 met Een man die Ove heet. Dat boek is inmiddels in vijfentwintig talen vertaald. De verfilming ging in première op 25 december 2015. Hij is getrouwd met Neda Shafti Backman.